# مهرجان بومخلوف الدولي
مهرجان بومخلوف الدولي هو مهرجان موسيقي ومسرحي يقام بشكل سنوي في شهر أغسطس، في مدينة الكاف، بالشمال الغربي التونسي.

## نبذة عن المهرجان
مهرجان بومخلوف الدولي أو كما يعرف في الكاف بمهرجان "سيدي بومخلوف"، يعتبر من أشهر المهرجانات في الجهة وأقدمها إذ يعود تأسيسه إلى سنة 1975، و قد سمي نسبة إلى الولي الصالح سيدي بومخلوف المعروف في الجهة.
احتضن المهرجان العديد من الفنانين التونسيين والعرب والعالميين كلطفي بوشناق، لطفي العبدلي، حسين الديك، صابر الرباعي، لالجيرينو، وعرض الزيارة لسامي اللجمي، إضافة إلى العديد من العروض المسرحية والكوريغرافية.